# 日本近代文学館
公益財団法人日本近代文学館（にほんきんだいぶんがくかん）は、東京都目黒区の駒場公園内に建つ文学館およびそれを運営する公益財団法人。姉妹館に1984年開館の神奈川近代文学館がある。

## 沿革
敗戦から立ち直り経済成長へ向かうなかで、文学資料が散逸しつつあることを危惧した高見順や伊藤整、川端康成といった作家、小田切進、稲垣達郎といった研究者らの呼びかけにより、1962年5月、設立準備会が結成され、1963年4月に財団法人日本近代文学館が発足される。その動きは大きな反響を呼び、15000人にのぼる人から資料の寄贈や建設資金の寄付などをもらい、1965年8月16日、旧前田利為侯爵邸敷地内で着工。1967年4月13日に現在の文学館が開館した。
1995年、日本近代文学館の呼びかけにより、日本各地の文学館・記念館の相互協力のための全国文学館協議会が設立される。
2007年9月15日、千葉県成田市駒井野に分館が開館される。
2011年6月1日、公益財団法人の認定を受ける。
2016年、志賀直哉に関する資料11886点が志賀家から寄贈された。
2017年、新潮社会長だった佐藤俊夫が保管していた太宰治、夏目漱石、谷崎潤一郎、島崎藤村の生原稿が寄贈された。

## 概要

### 運営法人概要
- 運営法人：公益財団法人日本近代文学館
- 主な目的：近代から現代にかけての日本文学に関する調査研究・および普及活動。
- 沿革：1963年設立
- 本館所在地：東京都目黒区駒場4-3-55
- 交通アクセス：京王井の頭線　駒場東大前駅（西口）徒歩7分
- 閲覧室の利用：1人1日　300円
- 特別展・企画展：観覧料　300円　中学生・高校生　100円[7]

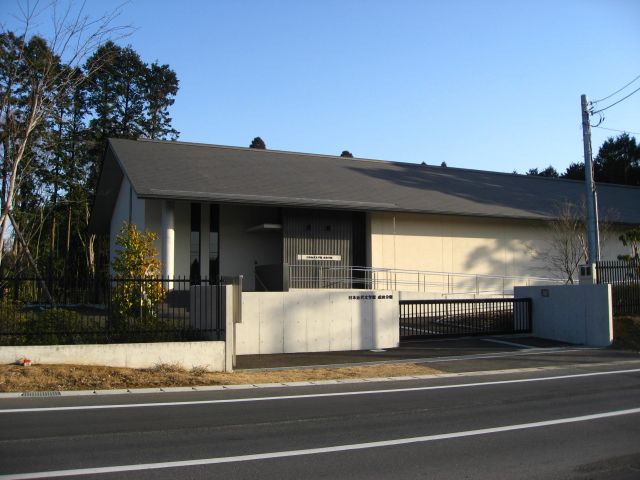
日本近代文学館成田分館

### 成田分館概要
- 沿革：2007年9月開館
- 所在地：千葉県成田市駒井野字新堀1705－3

## 歴代理事長
- 1963 - 65　高見順[1]
- 1965 - 69　伊藤整[1]
- 1969 - 71　塩田良平[1]
- 1971 - 92　小田切進[1]
- 1992 - 98　中村真一郎
- 1998 - 2011　中村稔
- 2011 - 2021  坂上弘
- 2021 - 　  中島国彦

## 名誉顧問・名誉館長
- 1971 - 72　川端康成（名誉館長）[1][8]
- 1971 - 76　久松潜一（名誉顧問）[1]
- 1981 - 91　井上靖（名誉館長）[8]
- 2011 - 　　 中村稔（名誉館長）